# Maria Nowacka
Maria Nowacka – polska bioetyczka, profesor nauk humanistycznych, profesor wizytujący Instytutu Medycyny Wsi im. Witolda Chodźki.

## Życiorys
W 1996 ukończyła studia w zakresie prawa na Filii Uniwersytetu Warszawskiego w Białymstoku, natomiast w 2000 r. obroniła pracę doktorską pt. Etyczne aspekty terapii transplantacyjnej, a w 2005 r. habilitowała się na podstawie pracy zatytułowanej Autonomia pacjenta jako problem moralny. 12 listopada 2013 nadano jej tytuł profesora nauk humanistycznych.
Została zatrudniona na stanowisku profesora nadzwyczajnego w Katedrze Bioetyki i Antropologii Filozoficznej na Wydziale Filologicznym Uniwersytetu w Białymstoku, oraz w Katedrze Filozofii i Kulturoznawstwa w Wyższej Szkole Administracji Publicznej im. Stanisława Staszica w Białymstoku.
Pełni funkcję profesora wizytującego w Instytucie Medycyny Wsi im. Witolda Chodźki.